# 헤르마

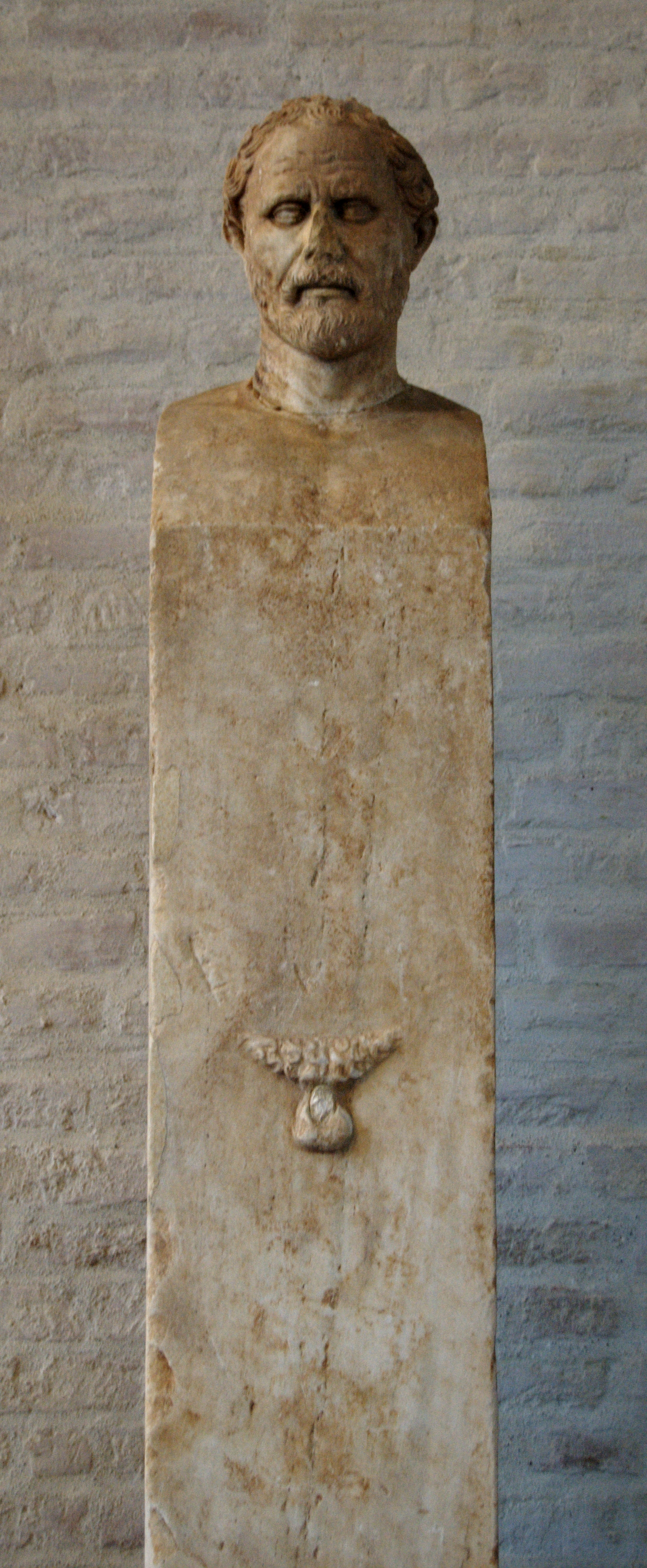
아테네의 시장에 세워져 있던 데모스테네스의 헤르마: 기원전 280년경의 폴리에우크토스 작, 독일 뮌헨의 글립토테크(Glyptothek)에 소장

헤르마(그리스어: ἕρμα, herma) 또는 헤름(herm)은 보통 몸통이 사각형의 각주(角柱)로 되어 있으며, 그 몸통 위에 두상(頭像)이 올려져 있고 또한 그 몸통의 적당한 높이에 남성의 성기(性器)가 새겨져 있는 조각상이다. 헤르마는 고대 그리스에서 유래한 것으로 로마인들도 이 양식을 받아들여 사용하였다. 헤르마의 양식은 르네상스 시대에서 테름(Term)과 아틀라스(Atlas)로 부활하였다.
|  |  |

## 같이 보기
- 카리아티드(Caryatid)
- 남근상(Phallus)